# El Papayo del Algarrobo
El Papayo del Algarrobo es un caserío peruano ubicado en el distrito de Tambogrande, perteneciente a la provincia y departamento de Piura, al norte del Perú. 

## Ubicación
El Papayo del Algarrobo se ubica al noroeste de la provincia de Piura, en el distrito de Tambogrande, en el departamento de Piura.

## Demografía
En 2017 El Papayo del Algarrobo tenía una población de 744 habitantes.
| Gráfica de evolución demográfica de El Papayo del Algarrobo entre 1993 y 2017 |
|                                                                               |
| Fuentes: Población 1993 y 2017                                                |